# Get Scraped
Albums de deadmau5
Vexillology
(2005)
Get Scraped est le premier album studio de Deadmau5, sorti en juillet 2005, sous le label indépendant ZOOLOOK. Il existe deux versions de l'album : l'album sous forme physique qui est produit en édition limitée (500 copies) et une version téléchargeable depuis 2006.

## Liste des pistes
| 1. | 8bit (Original Mix)              |  |
| 2. | Careless (Original Mix)          |  |
| 3. | Intelstat (Original Mix)         |  |
| 4. | Careless (Acoustic)              |  |
| 5. | Overdraft (Original Mix)         |  |
| 6. | Satisfaction (Original Mix)      |  |
| 7. | I Forget (Original Mix)          |  |
| 8. | Edit Your Friends (Original Mix) |  |
| 9. | Bored Of Canada (Original Mix)   |  |

| 1. | Sometimes I Fail (Original Mix)                  |  |
| 2. | Unspecial Effects (Original Mix)                 |  |
| 3. | Try Again (Original Mix)                         |  |
| 4. | Support (Original Mix)                           |  |
| 5. | The Oshawa Connection (Original Mix)             |  |
| 6. | Waking Up From The American Dream (Original Mix) |  |